# A Stitch in Time (film 1919)
A Stitch in Time è un film muto del 1919 diretto da Ralph Ince e interpretato da Gladys Leslie.
La sceneggiatura si basa su A Stitch in Time, lavoro teatrale di Oliver D. Bailey e Lottie Meaney, presentato al Fulton Theatre di Broadway il 15 ottobre 1918, interpretato da Irene Fenwick.

## Trama

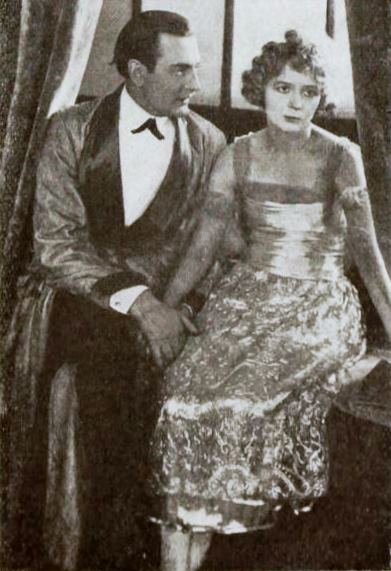
Gladys Leslie con un attore non identificato

Phoebe-Ann prende il posto di sua madre come custode nello studio di Worthington Bryce a Washington Square. A dispetto dei desideri di suo padre, Worthington tenta la carriera artistica. Dopo la morte della madre, Phoebe-Ann diventa l'ispiratrice delle opere di Worthington,  che però attribuisce il merito dei suoi miglioramenti alla fidanzata Lela. Quest'ultima, in realtà è innamorata di Dick, l'amico di Worthington, mentre sta con lui solo per i soldi di suo padre. Worthy diventa uno scrittore di successo quando Phoebe-Ann invia alcuni suoi racconti a un editore che li pubblica. Dopo una cena organizzata per festeggiare l'avvenimento, Phoebe-Ann sorprende Lela abbracciata a Dick. Non volendo ferire i sentimenti di Worthington, nasconde Lela e poi finge di baciare Dick. Worthington la manda via, ma il giorno dopo Jenkins, il suo valletto, gli rivela come sono andate in realtà le cose. Lela ammette di amare Dick e Worthy, che si è reso conto di essere innamorato di Phoebe Ann, la manda a scuola a finire gli studi.

## Produzione
Il film fu prodotto dalla Vitagraph Company of America.

## Distribuzione
Distribuito dalla Vitagraph Company of America, il film uscì nelle sale cinematografiche statunitensi il 5 maggio 1919.